# Groupe de NGC 7539
Le groupe de NGC 7539, la galaxie la plus lumineuse du groupe, comprend au moins trois galaxies situées dans la constellation de la Pégase. La distance moyenne entre ce groupe et la Voie lactée est d'84,7 ± 6,0 Mpc (∼276 millions d'al) où incertitude est égale à la moyenne des incertitudes.

## Membres
Le tableau ci-dessous liste les trois galaxies qui sont indiquées dans l'article d'Abraham Mahtessian publié en 1998.
| Nom      | Classification | Type                  | α (J2000.0)      | δ (J2000.0)     | Vitesse radiale (km/s) | Magnitude apparente | Distance (Mpc) | Dimension (kal) |
| -------- | -------------- | --------------------- | ---------------- | --------------- | ---------------------- | ------------------- | -------------- | --------------- |
| NGC 7489 | Sd             | Spirale               | 23h 07m 32.6465s | 22° 59′ 53.615″ | 6241 ± 1               | 13,4                | 86,8 ± 6,1     | 161             |
| NGC 7539 | S0             | Lenticulaire          | 23h 14m 29.4318s | 23° 41′ 05.494″ | 5916 ± 14              | 12,5                | 82,0 ± 5,8     | 107             |
| IC 5285  | S0-a/R         | Lenticulaire à anneau | 23h 06m 58.9436s | 22° 56′ 11.361″ | 6154 ± 3               | 12,6                | 85,5 ± 6,0     | 146             |

Le site DeepskyLog permet de trouver aisément les constellations des galaxies mentionnées dans ce tableau ou si elles ne s'y trouvent pas, l'outil du site constellation permet de le faire à l'aide des coordonnées de la galaxie. Sauf indication contraire, les données proviennent du site NASA/IPAC.